# Boj posle pobedy
Boj posle pobedy (Бой после победы) è un film del 1972 diretto da Villen Abramovič Azarov.

## Trama
Dopo la capitolazione della Germania, l'ufficiale dell'intelligence sovietica Krylov si infiltra nell'organizzazione di spionaggio di Gehlen. Mostrando un coraggio straordinario, cerca di contrastare i piani degli organizzatori di nuovi sabotaggi.